# Maríka Zagorisíou
María Maríka Zagorisíou (grec moderne : Μαρίκα Ζαγορησίου), née en 1921 à Kavála , morte en 2013 à Athènes est une architecte grecque. Ses travaux de recherches et d'inventaire du patrimoine antique et vernaculaire sont remarquables.

## Biographie
De 1932 à 1938, elle fréquente le lycée pratique de Kavála. À 17 ans, elle réussit les examens d'entrée à l'école d'architecture Ethnikon Metsovion Polytechnion d'Athènes. Elle est diplômée en 1943. Elle a étudié avec Anastasios Orlandos et Dimitris Pikionis. Au cours de ses études, elle a travaillé comme assistante de Kostas Biris pour la ville d'Athènes. Elle a cartographié et représenté graphiquement les bâtiments néoclassiques de la ville. Ses dessins illustrent le livre Αι Αθήναι του Κλασσικισμού (Athènes classique) de Heinz Johannes et Kostas H. Biris (réimpression 2009) . Elle a également travaillé comme élève de Dimitris Pikionis pour la Fondation nationale (Εθνικού Ιδρύματος) et l'Association hellénique d'art populaire (Συλλόγου Ελληνική Λαϊκή Τέχνη) sur les volumes Αρχοντικά της Καστοριάς (Villas de Kastoria) et Σπίτια της Ζαγοράς (Maisons de Zagora). Après ses études, elle a travaillé pour le ministère des Travaux publics et le sous-ministère de la Reconstruction. Elle a documenté les bâtiments traditionnels de Lesbos.
Entre 1951 et 1956, elle travaille pour l'Office national grec du tourisme ( Ελληνικός Οργανισμός Τουρισμού, EOT). Elle construit les hôtels du programme Xenia dirigé par Charalambos Sfaellos à Kastoriá et Argostóli et Periptero à Edipsós. L'hôtel Xenia de Kastoria a ensuite été réaménagé et fait partie du musée byzantin de Kastoria.
De 1955 à 1975, elle travaille avec Konstantínos Doxiádis, sur des projets d’aménagement du territoire, de construction de logements, d’urbanisme et d’études de planification en Grèce, en Irak, au Pakistan et en Zambie. À partir de 1969, elle est directrice du centre résidentiel d'Athènes (Αθηναϊκού Κέντρου Οικιστικής) et responsable du projet de recherche sur les villes grecques antiques, publié en 24 volumes. Parallèlement, elle étudie l'architecture de la Crète et de Lesbos.

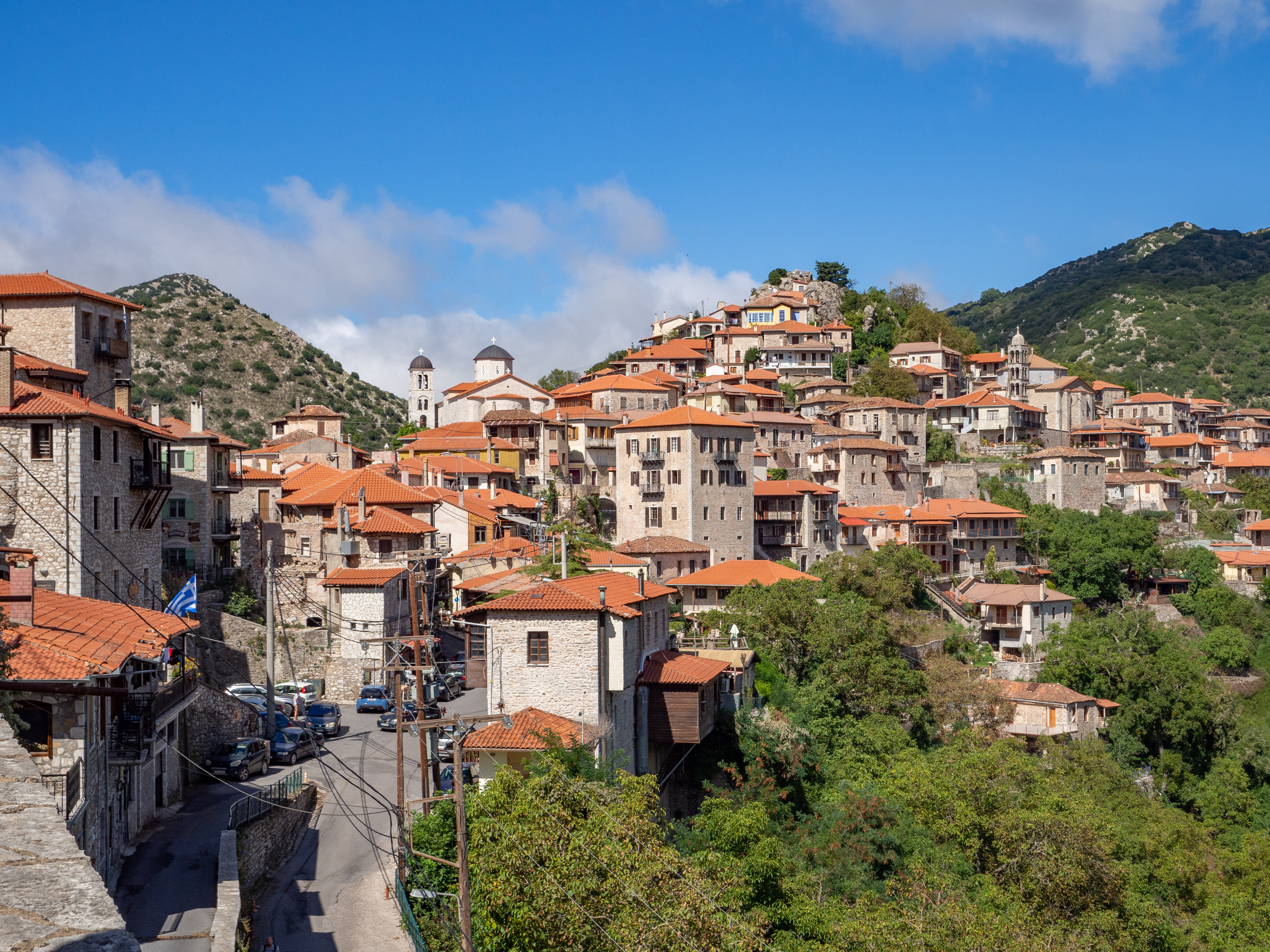
Dimitsana (2022)

De 1975 à 1986, elle travaille à nouveau pour l'Office du tourisme. Entre 1979 et 1982, elle dirige le Département des établissements traditionnels. Dans le cadre du programme visant à transformer des bâtiments régionaux typiques en maisons d'hôtes, elle sélectionne les bâtiments appropriés, qui sont ensuite restaurés conformément aux bâtiments classés. Il s'agit notamment des maisons de Dimitsana.
Ses recherches aboutissent à la publication trois ouvrages : Architecture traditionnelle de Lesbos (1995), Architecture populaire en Crète (1996) et Architecture traditionnelle de Dimitsana (1997). Le livre de 1996 traite de l'architecture en Crète rurale, documentée en 1945 par Marika Zagorisiou. Elle inventorie les dégâts causés par la guerre et l’occupation allemande. Leurs archives incluent principalement des colonies dans les provinces d'Agios Vasilios et Pyrgiotissa dans l'unité régionale de Rethymnon et certaines dans le district d'Héraklion. Elle a conservé ses croquis à l’encre de Chine et à la plume sur du papier à cigarette jusqu’à ce qu’ils soient évalués et publiés. Les volumes sur la Crète et Dimitsana ont été récompensés par l'Académie d'Athènes en 1998 sur proposition de Pavlos Mylonas.
Les archives de Maríka Zagorisíou, comprenant des descriptions, photographies, dessins, commentaires et notes sont conservées à l'ANA (Archives de l'architecture néo-hellénique), au Musée Benaki.  
Sa vie et son œuvre fait partie de l'exposition Frau Architekt au Goethe-Institut en 2021 . 
Les œuvres de Maríka Zagorisíou, Élli Nikolaḯdi-Vasilikióti, Anastasía Tzákou et Alexándra Paschalídou-Moréti sont présentées en 2024, lors de l'exposition Buone Nuove/Good News. Women changing architecture, initiée par le ministère italien des Affaires étrangères en collaboration avec MAXXI – Museo nationale delle arti del XXI secolo, exposée au Musée byzantin et chrétien d'Athènes. 

## Bâtiments et projets (sélection)
- 1951-1952 : kiosque touristique EOT à Edipsos, Eubée
- 1953 : Maison unifamiliale de Michalis et Arginis Goutou, Kifisia Attica
- 1953 : Xenia de Kastoria, avec Charalambos Sfaellos
- 1955 : Xenia Kefalonia Ainos à Argostoli, avec Charalambos Sfaellos et Spanos Kostas
- 1955 : Projet de logement à Bagdad, Irak
- 1961-1962 : Complexe résidentiel de maisons blanches, Ormos Antikyron, quartier Voiotia
- 1963 : Étude préliminaire sur les abattoirs urbains de Lamia
- 1964 : aire de jeux pour enfants de Ioannina
- 1975 : Hôtel à Nouadhibou, Mauritanie
- 1985 : Poste frontière d'Ormenio, frontière gréco-bulgare

## Publications
- (el) Παραδοσιακή αρχιτεκτονική της Λέσβου – Traditional architecture of Lesvos, Hrsg, Τεχνικό Επιμελητήριο Ελλάδας (TEE),‎ 1995 (ISBN 960-7018-52-4)
- (el) Λαϊκή αρχιτεκτονική στην Κρήτη – Folk architecture in Crete, Hrsg., Benaki-Museum,‎ 1996 (ISBN 960-85160-8-0)
- (el) Παραδοσιακή αρχιτεκτονική της Δημητσάνας. Έρευνα και προτάσεις για αποκατάσταση και αξιοποίηση – Traditional Architecture of Dimitsana – Survey and proposals for restoration and development, Hrsg., Benaki-Museum,‎ 1997 (ISBN 960-8452-44-9)